# مارتا بردلی

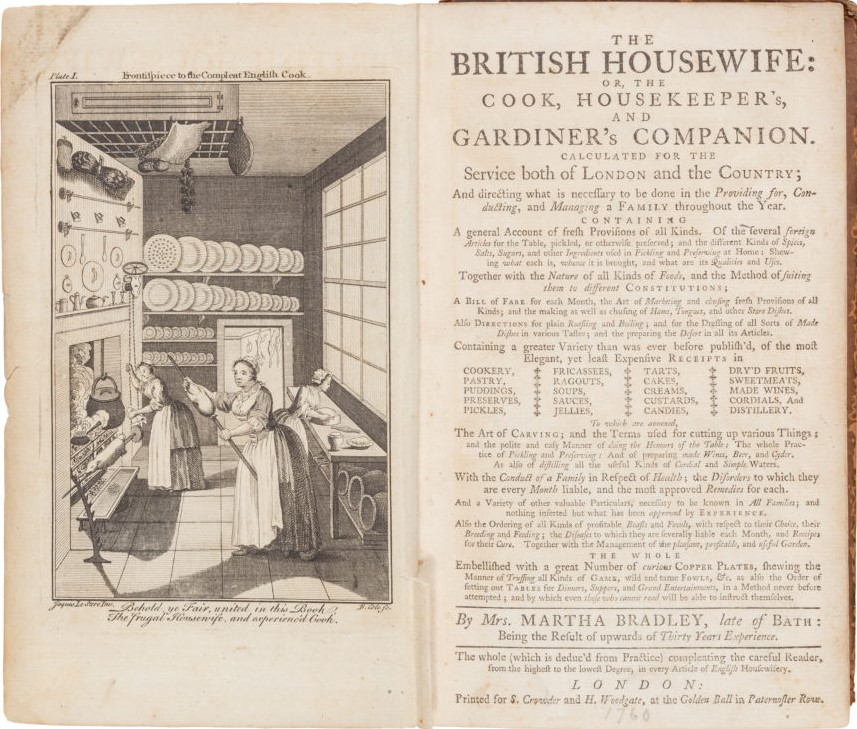
کتاب زن خانه‌دار بریتانیایی

مارتا بردلی (فعالیت بین دهه ۱۷۴۰ تا سال ۱۷۵۵ میلادی) نویسنده بریتانیایی کتاب‌های آشپزی بود. اطلاعات کمی از زندگی او موجود است. همین مقدار که او کتاب آشپزی زن خانه‌دار بریتانیایی را در سال ۱۷۵۶ منتشر کرد و به مدت بیش از سی سال به عنوان آشپز در شهر تفریحی باث کار کرد. تنها اثر چاپی برادلی، زن خانه‌دار بریتانیایی، است که به عنوان یک کتاب‌نامه دوره‌ای در ۴۲ شماره، بین ماه‌های ژانویه و اکتبر ۱۷۵۶ منتشر گردید. این اثر در سال ۱۷۵۸ به صورت یک کتاب دو جلدی چاپ شد و مجموعاً بیش از ۱۰۰۰ صفحه می‌باشد. گمان می‌رود برادلی پیش از انتشار این نشریه درگذشته باشد.
این کتاب از سبک فرانسوی آشپزی نوین (nouvelle cuisine) پیروی می‌کند و برادلی را از دیگر نویسندگان زن کتاب‌های آشپزی در آن زمان که بر روی سبک آشپزی بریتانیایی یا انگلیسی تمرکز داشتند، متمایز می‌سازد. این اثر به دقت تنظیم شده و دستور غذایی‌هایی که در این کتاب از نویسندگان دیگر می‌باشند را اصلاح کرده است. این بازنگری و تغییر نشان می‌دهد که او یک سرآشپز بادانش و زبردست بوده و توانایی کافی را بهبود غذاها داشته است.
به دلیل قطور بودن کتاب زن خانه‌دار بریتانیایی، این اثر تا سال ۱۹۹۶ هیچگاه دوباره چاپ نشد؛ به همین دلیل در دروه معاصر، معدود نویسندگانی به شکلی جامع به تحلیل و بررسی آثار برادلی پرداخته‌اند.

## زندگی

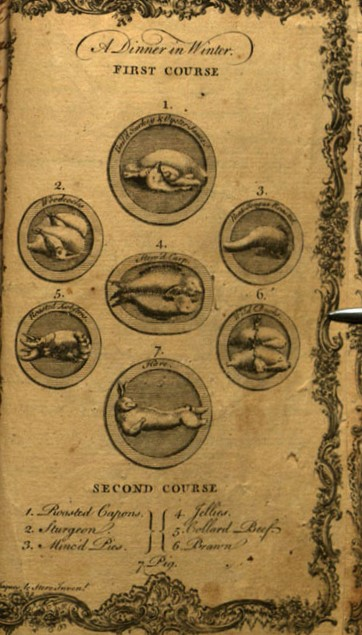
مثال تصویری از یک شام در زمستان، در کتاب بردلی

اطلاعات کمی درخصوص زندگی مارتا برادلی وجود دارد و آنچه که هست از تنها کتاب او، زن خانه‌دار بریتانیایی به دست آمده است. در دهه ۱۷۴۰، او به عنوان یک آشپز حرفه‌ای در شهر گردشی باث در سمرست کار می‌کرد و بیش از سی سال تجربه در این پیشه داشت. ناشر زن خانه‌دار بریتانیایی اشاره کرده است که تمام مدارک بردلی در نزد او نگهداری می‌شد؛ تاریخ‌نگار غذا، جیلی لمان، معتقد است که این نشان می‌دهد بردلی تا زمان انتشار این اثر در اواخر دهه ۱۷۵۰ فوت کرده باشد. در میان این اسناد، یک مجموعه دستور پخت خانوادگی دست‌نویس نیز وجود دارد. کتاب تحلیل زیبایی ویلیام هوگارت که در سال ۱۷۵۳ منتشر شده، نشان می‌دهد که حداقل بخشی از کتاب پس از آن تاریخ نوشته شده است.
بر اساس دستورهای ارائه شده در اثر او، لمان معتقد است که بردلی چندین کتاب آشپزی معاصر خود را مطالعه کرده است، از جمله کتاب‌های ماری ایلز (دستورهای خانم ماری ایلز، ۱۷۱۸)، پاتریک لمب (آشپزی سلطنتی، ۱۷۲۶—نسخه سوم)، وینسنت لا شاپل (آشپز مدرن، ۱۷۳۳) و هانا گلاس (هنر آشپزی به سادگی و آسانی، ۱۷۴۷). دستورهای این کتاب‌ها همگی تغییر یافته و بهبود یافته‌اند، با مجموعه‌ای کاهش‌یافته از مواد اولیه و دستورالعمل‌های ساده‌تر؛ به گفته نویسنده غذا آلن دیویدسون، این نشان می‌دهد که او در حرفه انتخابی‌اش دانش و توانایی داشته است. به گفته لمان، "خانه‌دار بریتانیایی" فراتر از یک کتاب آشپزی بود و در واقع "یک راهنمای کامل برای خانه‌داری، آشپزی، سرپرستی خانه، باغبانی و آهنگری بود. همچنین مشاوره و دستورهایی جهت مدیریت خانگی در اواسط قرن هجدهم را منعکس می‌کند.
زن خانه‌دار بریتانیایی برای اولین بار به عنوان یک کتاب‌نامه در ۴۲ شماره هفتگی منتشر شد، که احتمالاً اولین کتاب آشپزی است که به این شیوه منتشر شده است؛ نخستین شماره آن در ۱۰ ژانویه ۱۷۵۶ منتشر گردید. شماره‌های هفتگی شامل "چهار ورق بزرگ نیمه‌چاپ" بود که هزینه آن ۳ پنی بود. این شماره‌ها باید در اکتبر همان سال به پایان می‌رسیدند و مجموعاً ۱۰ شیلینگ و ۶ پنی هزینه داشتند. این کتاب‌نامه‌ها در سراسر بریتانیا تبلیغ می‌شدند، از جمله در آکسفورد، لیدز، منچستر و ساسکس. در متن کتاب‌نامه‌ها، بردلی شماره‌های دیگر را تبلیغ می‌کرد و به خوانندگان می‌گفت: «ما در شماره‌های قبلی خود به آشپز آموزش کافی برای کباب کردن تمام قسمت‌های ساده گوشت داده‌ایم … به طوری که او نمی‌تواند در هیچ‌یک از آن‌ها دچار مشکل شود.»
این اثر در سال ۱۷۵۸ به صورت کتاب منتشر شد؛ دو جلد آن شامل بیش از ۱٬۲۰۰ صفحه بود. برخی منابع تاریخ‌های متفاوتی را نشان می‌دهند. تاریخ انتشار در تاریخ ۱۹۸۱ ویرجینیا مک‌لین در کتاب "فهرست کوتاه کتاب‌های خانگی و آشپزی منتشر شده به زبان انگلیسی، ۱۷۰۱–۱۸۰۰" به سال ۱۷۶۰ اشاره کرده است، اما کار آرتور آکسفورد در سال ۱۹۱۳ تحت عنوان "کتاب‌های آشپزی انگلیسی تا سال ۱۸۵۰" آن را حدود ۱۷۷۰ با ۷۵۲ صفحه ذکر کرده است.